# Gasterochisma melampus
La palamita squamosa (Gasterochisma melampus) è un pesce d'acqua salata appartenente alla famiglia Scombridae, unico rappresentante del genere Gasterochisma e della sottofamiglia Gasterochismatinae.

## Distribuzione e habitat
Specie pelagica, è diffusa nella fascia meridionale temperata delle acque di tutto il globo.

## Descrizione
Raggiunge una lunghezza massima di 164 cm.

## Pesca
Sebbene non sia una specie pregiata, è oggetto di pesca commerciale per l'alimentazione umana; è anche preda di pesca sportiva.